# تام کرا
تام کُرا (به انگلیسی: Tom Cora) (زادهٔ ۱۴ سپتامبر ۱۹۵۳ - درگذشتهٔ ۹ آوریل ۱۹۹۸) نوازندهٔ چلو و آهنگساز اهل آمریکا بود. او به‌خاطر اجراهای بداهه‌اش در سبک‌های راک و اِکسپریمنتال جَز شهرت دارد. فعالیت حرفه‌ای کُرا بیشتر همکاری با گروه‌ها و هنرمندان دیگر موسیقی را شامل می‌شد که از میان آن‌ها می‌توان به جان زارن، بوچ موریس و د اکس اشاره کرد. او در گروه‌های کارلیو، ثرد پرسن و اسکلتون کرو هم عضویت داشته‌است.
کُرا در سال ۱۹۹۸ و بر اثر ابتلا به ملانوما درگذشت.